# Maxime Lamothe
Pour les articles homonymes, voir Lamothe.
Ne doit pas être confondu avec Maxime Lamotte.

a Compétitions nationales et continentales officielles uniquement.

b Matchs officiels uniquement.
Dernière mise à jour le 22 juin 2025.
Maxime Lamothe, né le 3 octobre 1998 à Talence, est un joueur français de rugby à XV jouant au poste de talonneur à l'Union Bordeaux Bègles.
Il remporte la Champions Cup avec l'Union Bordeaux Bègles en 2025.

## Biographie

### Carrière en club
Maxime Lamothe pratique dans un premier temps le tennis, le judo ou encore le football, avant de commencer le rugby à Pessac, à l'âge de 10 ans,.
Formé à l'Union Bordeaux Bègles, Maxime Lamothe y fait ses débuts professionnels durant la saison 2017-2018, le 18 février 2018, à seulement 19 ans, à l'occasion de la 17e journée de Top 14 face à Castres. Il entre en jeu à la place de Florian Dufour, à 16 minutes de la fin du match. Il ne joue que cinq match pour sa première saison professionnelle. Il joue un peu plus la saison suivante (2018-2019), prenant part à dix matchs de championnat et quatre matchs de Challenge européen. Il reste néanmoins derrière les internationaux Pélissié, Maynadier, voire le plus jeune Dufour dans la hiérarchie au poste de talonneur à l'UBB.
Il est ainsi prêté à l'Aviron bayonnais pour la saison 2019-2020, où il s'affirme rapidement comme un élément important de la première ligne basque, prenant part au très bon début de saison de l'Aviron, qui culmine notamment à la 3e place du Top 14 en début de saison.
Depuis son retour de prêt, il s'impose peu à peu dans l'effectif bordelais, jusqu'à devenir titulaire régulier à partir de la saison 2020-2021. Il inscrit notamment six essais lors de cette même saison. La saison suivante, il joue vingt-deux matchs dont quatorze en tant que titulaire et inscrit deux essais. À l'issue de cette saison 2021-2022, il prolonge son contrat de trois saisons supplémentaires, le liant à son club formateur jusqu'en 2025,.
Ses bonnes performances régulières ainsi que sa progression lui permettent de commencer la saison 2022-2023 en tant que titulaire au poste de talonneur.
Au début de la saison 2023-2024, Yannick Bru, le nouveau manager de l'UBB, lui confie la responsabilité d'être vice-capitaine.
Le 28 juin 2024, il est titulaire en finale du Top 14, organisée exceptionnellement au Stade Vélodrome de Marseille, face au Stade toulousain. Les bordelais ne parviennent pas à inquiéter les toulousains et s'inclinent sur le large score de 59 à 3.
L'année suivante, le 24 mai 2025, il est titulaire en finale de la Champions Cup au Millennium Stadium de Cardiff face aux Northampton Saints. Les bordelo-bèglais s'imposent 28 à 20 face aux anglais et remportent ainsi le premier titre de l'histoire du club.

### Carrière internationale
Maxime Lamothe compte plusieurs sélection en équipe de France des moins de 19 ans. Il notamment convoqué pour une double confrontation face à l'Irlande et l'Angleterre en avril 2017,. Puis il participe à la tournée d'été en Afrique du Sud en août 2017, durant laquelle il est capitaine. 
L'année suivante, en 2018, Maxime Lamothe est retenu par Sébastien Piqueronies pour participer au Tournoi des Six Nations avec l'équipe de France des moins de 20 ans. Il joue son premier match face à l'Irlande, en tant que titulaire. Puis, il joue son second match du tournoi une semaine plus tard, face à l'Écosse. Il est encore une fois titulaire, inscrit son premier essai en bleu et la France s'impose 69 à 19. Les Français remportent finalement ce tournoi et Maxime Lamothe remporte le premier titre de sa carrière.
Quelques mois plus tard, il est de nouveau retenu avec les moins de 20 ans, cette fois pour participer à la Coupe du monde junior. Durant cette compétition il joue toutes les rencontres, dont une seule en tant que titulaire, le numéro un étant Guillaume Marchand. La France remporte ce tournoi, le deuxième titre consécutif chez les moins de 20 ans.
En février 2024, Maxime Lamothe est appelé en équipe de France par Fabien Galthié pour remplacer Gaëtan Barlot, forfait, dans l'optique de préparer la troisième journée du Tournoi des Six Nations contre l'Italie.

## Style de jeu
Talonneur moderne, il est notamment mis en avant pour sa mobilité et sa capacité à jouer un jeu d'évitement peu commun à son poste. Il n'en est par ailleurs pas moins efficace dans les rôles plus classiques du numéro 2 tels que le lancer en touche,.

## Statistiques

### En club
| Saison                 | Club                   | Championnat | Championnat | Championnat | Coupe d'Europe     | Coupe d'Europe | Coupe d'Europe |
| Saison                 | Club                   | Compétition | Matchs      | Essais      | Compétition        | Matchs         | Essais         |
| ---------------------- | ---------------------- | ----------- | ----------- | ----------- | ------------------ | -------------- | -------------- |
| 2019-2020              | Aviron bayonnais       | Top 14      | 15          | 1           | Challenge européen | 3              | -              |
| Total Aviron bayonnais | Total Aviron bayonnais | Top 14      | 15          | 1           | Challenge européen | 3              | 0              |
| 2017-2018              | Union Bordeaux Bègles  | Top 14      | 5           | -           | Challenge européen | -              | -              |
| 2018-2019              | Union Bordeaux Bègles  | Top 14      | 10          | -           | Coupe d'Europe     | 4              | -              |
| 2020-2021              | Union Bordeaux Bègles  | Top 14      | 18          | 6           | Coupe d'Europe     | 3              | 1              |
| 2021-2022              | Union Bordeaux Bègles  | Top 14      | 22          | 2           | Coupe d'Europe     | 3              | 1              |
| 2022-2023              | Union Bordeaux Bègles  | Top 14      | 26          | 1           | Champions Cup      | 3              | -              |
| Total UBB              | Total UBB              | Top 14      | 81          | 9           | Coupes d'Europe    | 13             | 2              |
| Total                  | Total                  | Top 14      | 96          | 10          | Coupes d'Europe    | 16             | 2              |

### Internationales

#### Équipe de France des moins de 20 ans
Maxime Lamothe compte plusieurs sélections avec l'équipe de France des moins de 19 ans. Avec l'équipe de France des moins de 20 ans, il dispute sept matchs en une saison, en 2018, prenant part à une édition du Tournoi des Six Nations et une édition de la Coupe du monde junior. Il inscrit un essai, durant le Tournoi des Six Nations face à l'Écosse.

## Palmarès

### En club
- Finaliste du Championnat de France en 2024 et 2025 avec l'Union Bordeaux Bègles.
- Vainqueur de la Champions Cup en 2025 avec l'Union Bordeaux Bègles.

### En équipe nationale
- Vainqueur du Tournoi des Six Nations des moins de 20 ans en 2018 avec l'équipe de France des moins de 20 ans.
- Vainqueur du Championnat du monde junior 2018 avec l'équipe de France des moins de 20 ans.